# جون سبايتس
جون سبايتس (/speɪts/؛ مواليد 4 فبراير 1970) هو كاتب سيناريو ومؤلف أمريكي. اشتهر بمشاركته في كتابة فيلم كثيب (2021) للمخرج ديني فيلنوف وتكملته كثيب: الجزء الثاني، وكلاهما فيلمان مقتبسان من رواية تحمل نفس الاسم للكاتب فرانك هربرت. كما كتب سيناريوهات أفلام بروميثيوس (2012) والركاب (2016) ودكتور سترينج (2016). عن عمله في كثيب، تم ترشيح سبايتس لجائزة الأوسكار لأفضل سيناريو مقتبس.

## وصلات خارجية
- جون سباهتس على موقع IMDb (الإنجليزية)
- جون سباهتس على موقع ألو سيني (الفرنسية)
- جون سباهتس على موقع أول موفي (الإنجليزية)
- جون سباهتس على موقع قاعدة بيانات الفيلم (الإنجليزية)